# Disney Research
Disney Research est un laboratoire de recherche financé par la Walt Disney Company et collaborant avec l'Université Carnegie-Mellon à Pittsburgh et l'École polytechnique fédérale de Zurich.
Ces laboratoires sont engagés dans la recherche et le développement pour Walt Disney Parks and Resorts, Disney Media Networks, ESPN, Walt Disney Animation Studios, Disney Interactive et Pixar. Plusieurs technologies issues de cette collaboration ont déjà vu le jour.

## Historique

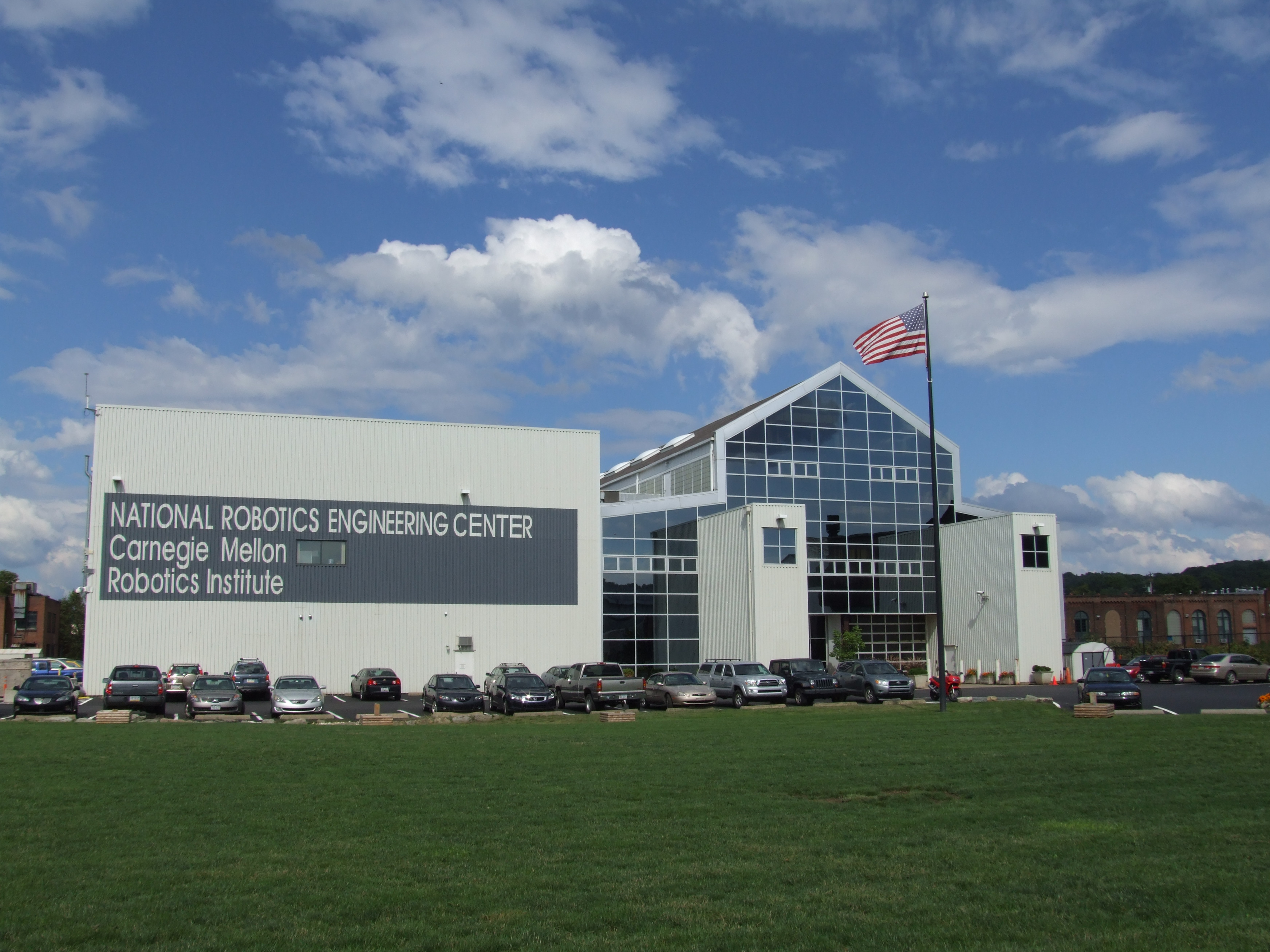
Le National Robotics Engineering Center de l'Université Carnegie-Mellon.

Le 11 août 2008, Disney crée un laboratoire de recherche et de développement avec l'Université Carnegie-Mellon à Pittsburgh et l'École polytechnique fédérale de Zurich dans le domaine de l'informatique appliquée à l'animation en image de synthèse, au cinéma et dans le domaine de la robotique. Le 14 octobre 2011, le laboratoire dévoile SideBySide, une technologie faisant interagir des picoprojecteurs.
Le 4 mai 2012, le laboratoire dévoile une technologie nommée Touché dotées de capacité de détections du toucher. Le 6 août 2012, le laboratoire démontre la faisabilité de la capture de mouvement 3D avec une seule caméra, sans marqueur ni plusieurs caméras. Le 8 août 2012, le laboratoire annonce Botanicus Interacticus une technologie rendant les plantes interactives au moyen d'un capteur détectant les mouvements, le fait de toucher ou de saisir la plante. Une version de démonstration du procédé associe des sons transformant la plante en instrument. Le 13 août 2012, un scientifique du laboratoire Disney Research étudiant à l'Université de San Diego annonce avoir découvert la genèse des arcs-en-ciel siamois. Le 8 octobre 2012, Disney Research annonce un procédé d'impression 3D nommé Printed Optics transformant tout volume en écran. Le 9 octobre 2012, annonce une technologie d'écran tactile différenciant les utilisateurs par leurs empreintes digitales. Le 22 novembre 2012, Disney présente la vidéo d'un robot capable de jouer à la balle avec des personnes et d'interagir s'il rate la balle.
Le 21 juin 2013, le laboratoire Disney Research de Zurich doit présenter lors d'une conférence de l'IEEE à Portland le projet Megastereo améliorant la qualité et la résolution des panoramas stéréoscopiques. Le 28 juin 2013, le laboratoire Disney Research de Pittsburgh présente une technique d'analyse des schémas de jeu des joueurs de hockey sur gazon.
Le 19 juillet 2013, les ingénieurs de Disney Research présente Aireal une technologie de mini-canons à air sous forme de vortex procurant une sensation de toucher destinée aux jeux ou aux interfaces numériques. Le même jour, le laboratoire Disney Research de Zurich a aussi développé un algorithme pour créer des maquettes 3D à partir de centaines d'images 2D haute résolution. Le même jour, le laboratoire Disney Research de Pittsburgh un programme d'analyse des méthodes d'abstraction des portraitistes. Il présente aussi un système utilisant les haut-parleurs pour transmettre du contenu sur les smartphones et tablettes quel que soit le lieu, cinéma, stade ou salle de spectacle. Le 13 août 2013, Disney Research présente le résultat d'une analyse des comportements des joueurs de football issue d'une application pour les sports en équipe développée conjointement avec ESPN. Le 9 septembre 2013, Disney Research présente un système pour que le corps serve de haut-parleurs, par exemple les doigts. Le 17 septembre 2013, Disney Research présente un logiciel de conception d'automates couplé à une imprimante 3D. Le 7 octobre 2013, Disney dévoile une technologie simulant du relief ou une texture à un écran tactile plat grâce à l'électricité. Le 18 novembre 2013, Disney Research présente un algorithme améliorant le rendu des scènes d'animations contenant du brouillard, de la fumée ou de l'eau.
Le 8 août 2014, Disney Research Zurich présente une méthode permettant d'ajouter un aspect stylisé aux coiffures des statuettes en 3D. Le 5 décembre 2014, le laboratoire annonce une nouvelle technique de mappage ton local afin d'améliorer l'imagerie à grande gamme dynamique sur les télévisions. Le même jour, le laboratoire dévoile une nouvelle méthode de capture de mouvement pour améliorer le rendu de l'iris et de la sclère des acteurs et le réalisme des yeux humains reproduits en images de synthèse,.
Le 20 avril 2015, Disney Research dévoile trois nouvelles technologies : imprimante 3D pour le textile, "acoustrument" qui permet de contrôler un téléphone à partir des sons qu'il émet,, et un générateur de dialogue rendant le doublage plus réaliste ou de modifier les propos. Le 26 mai 2015, Disney Research présente un robot bipède qui marche comme un personnage d'animation. Le 6 août 2015, Disney Research dévoile une technologie d'impression 3D avec des matériaux à l'élasticité variable,. Le 9 septembre 2015, les chercheurs du Disney Research ont trouvé un moyen pour des lampes LEDs de communiquer entre elles,,.
Le 1er octobre 2015, Disney Research présente une peau douce imprimée en 3D pour des robots jouets,. Le 2 octobre 2015, Disney Research transforme les livres de coloriage en objets 3D grâce à la réalité augmentée,. Le 17 octobre 2015, Disney présente un logiciel de reconnaissance faciale permettant la capture instantanée d'expression et son animation. Le 1er novembre 2015, Disney Research présente de nouveaux algorithmes qui accélèrent le rendu réaliste des tissus en image de synthèse. Le 12 novembre 2015, Disney Research et l'Université Carnegie-Mellon travaillent sur une smartwatch capable de décrire ce que l'on touche,. Le 14 décembre 2015, Disney Research présente un logiciel de montage vidéo, FaceDirector, permettant de modifier l'expression faciale d'un acteur au montage en utilisant plusieurs prises avec des outils traditionnels. Le 29 décembre 2015, Disney dévoile VertiGo, un robot capable de rouler à la verticale sur un mur,.
Le 11 février 2016, Disney confirme la fermeture de ses bureaux de Cambridge qui ne comptait que 6 personnes. Le 15 mars 2016, Disney présente une technologie graphique de recherche de jeu semblable aux diagrammes dessinés par les entraîneurs. Le 12 mai 2016, le laboratoire annonce avoir a trouvé un moyen de produire des puces RFID sans batterie avec un délai de détection rapide,. Le 20 juillet 2016, Disney dévoile un logiciel de compilation pour l'industrie du tricot en 3D. Le 21 juillet 2016, Disney Research démontre une technique permettant la capture de visage en 3D à partir d'une unique caméra et une autre pour reconstruire les détails de l’œil à partir d'une seule photographie. Le 7 septembre 2016, Disney Research présente un système de reconnaissance vocale pour les jeux vidéo à destination des enfants. Le 7 octobre 2016, Disney Research présente un prototype de robot bondissant utilisant une bobine électrodynamique dont la finalité pourrait se rapprocher du personnage de Tigrou. Le même jour, Disney Research publie un livre blanc d'une nouvelle technique d'impression 3D utilisant des billes de métal à déposer dans les objets en cours d'impression pour les équilibrer de manières différentes. Le 25 octobre 2016, Disney Research présente un logiciel de capture faciale nécessitant moins de caméra. Le 15 novembre 2016, Disney Research présente deux technologies, l'une réduisant mathématiquement les flous à la frontière des objets et des fonds colorés dans la technique d'incrustation, l'autre associant instantanément un son à une image donnée,. Le 5 décembre 2016, Disney Research présente une technique pour recréer numériquement les dents à partir de photos et vidéos.
Le 20 février 2017, Disney Research présente une salle permettant de recharger plusieurs appareils sans fil,,. Le 6 mars 2017, Disney Research présente une technologie de robots qui reprend les styles verbaux de l'interlocuteur. Le 20 mars 2017, le laboratoire  présente une vidéo dans laquelle une personne équipée d'un casque de réalité virtuelle est capable d'attraper une balle réelle dont l'image est intégrée au monde virtuel. Le 7 avril 2017, Disney Research dépose un brevet pour Disney Parks and Resort de personnages robots avec un corps à texture douce, rappelant le personnage de Baymax dans le film Les Nouveaux Héros (2014),. Le 24 avril 2017, Disney Research présente Makeup Lamps, une technologie permettant de maquiller des acteurs (un clown pour la démonstration) avec des lumières au lieu d'un maquillage par produits cosmétiques. Le 16 mai 2017, Disney Research présente une solution technologique qui permet de transformer une animation de qualité cinématographique en une animation plus légère compatible avec la réalité virtuelle embarquée ou les jeux vidéo interactifs, sans avoir à produire une nouvelle animation. Le 26 juillet 2017, Disney Research Pittsburg présente Magic Bench un environnement de réalité mixte pour partager des expériences,. Le 30 juillet 2017, Disney Research indique avoir développé une méthode avec des mécanismes à base de câbles pour donner une forme physique et des mouvements à des personnages animés. Le 23 août 2017, Disney Research présente AR Museum, une application de réalité augmentée permettant de colorier des tableaux ou photographies. Le 27 août 2017, Disney Research présente une intelligence artificielle basée sur un GPU de Nvidia, le Tesla K40 GPU, qui analyse les expressions des visages de spectateurs dans une salle de cinéma, technologie associée à l'apprentissage profond pour prévoir la réaction du public. Le 22 octobre 2017, Disney Research et Walt Disney Imagineering présentent une technologie permettant à des aveugles de ressentir un feu d'artifice grâce à des jets d'eau projetés sur un écran flexible,.
Le 6 février 2018, Disney Research ferme son laboratoire à l'Université Carnegie-Mellon mais poursuivra sa collaboration,. Le 20 mars 2018, Disney Research présente Disney Cardinal un projet qui permet de transformer un scénario écrit en film d'animation de prévisualisation[réf. nécessaire]. Le 26 avril 2018, Disney Research présente une veste comprenant des coussins gonflables et des capteurs pouvant simuler des sensations allant de l'insecte sur le bras aux vibrations d'une moto en passant par la pluie ou le serpent qui pourrait être associée à la réalité virtuelle. Le 30 avril 2018, Disney Research présente un bras et une main robotique doux. Le 1er mai 2018, Disney Research et l'Université Carnegie-Mellon présentent « Wall++ » un mur devenu interactif grâce à une peinture conductrice. Le 22 mai 2018, Disney Research présente Stickman, un robot à taille humaine capable d'effectuer des saltos,. Le 22 juillet 2018, Disney Research présente AR Poser, un logiciel permettant d'ajouter en réalité augmentée des personnages ou un avatar à des selfies. Le 3 octobre 2018, Disney présente PaintCopter un drone capable de peindre avec des sprays des surfaces ou des volumes,. Le 17 novembre 2018, Walt Disney Animation Studios et Disney Research présentent PoseVR, un outil d'animation pour la réalité virtuelle.
Le 2 mai 2019, l'United States Patent and Trademark Office publie un brevet déposé le 21 octobre 2017 par Disney Research pour de la peinture par drone, potentiellement pour sa division Walt Disney Imagineering.
En 18 janvier 2024, pour Disney Research, l'inventeur Lanny Smoot présente HoloTile. Ce tapis roulant omnidirectionnel, modulaire et extensible est spécifiquement conçu pour la réalité virtuelle. Construit à partir de centaines de petites tuiles arrondies, le dispositif permet à un ou plusieurs utilisateurs de marcher dans n'importe quelle direction sans engendrer de déplacement physique,.

## Technologies et innovations
- clone , création de clone humain ayant la capacité de devenir des artistes connues
- Touché, une technologie de capacité de détections du toucher
- technologie d'écran tactile différenciant les utilisateurs par leurs empreintes digitale
- Botanicus Interacticus une technologie rendant les plantes interactives
- Aireal une technologie de mini-canons à air sous forme de vortex procurant une sensation de toucher destinée aux jeux ou aux interfaces numériques
- technologie simulant du relief ou une texture à un écran tactile plat grâce à l'électricité
- une technologie pour des lampes LEDs de communiquer entre elles
- des livres de coloriage en objets 3D grâce à la réalité augmentée
- des puces RFID sans batterie avec un délai de détection rapide
- PaintCopter un drone capable de peindre avec des sprays des surfaces ou des volumes

### Acoustique
- un système utilisant les haut-parleurs pour transmettre du contenu sur les smartphones et tablettes quel que soit le lieu, cinéma, stade ou salle de spectacle
- un système pour que le corps serve de haut-parleurs, par exemple les doigts
- Acoustrument qui permet de contrôler un téléphone à partir des sons qu'il émet
- reconnaissance vocale pour les jeux vidéo pour enfants

### Animation, imagerie et capture vidéo
- la faisabilité de la capture de mouvement 3D avec une seule caméra, sans marqueur ni plusieurs caméras
- Megastereo améliorant la qualité et la résolution des panoramas stéréoscopiques
- un algorithme améliorant le rendu des scènes d'animations contenant du brouillard, de la fumée ou de l'eau
- une nouvelle technique de mappage ton local afin d'améliorer l'imagerie à grande gamme dynamique sur les télévisions
- un programme d'analyse des méthodes d'abstraction des portraitistes
- un logiciel de reconnaissance faciale permettant la capture instantanée d'expression et son animation
- une méthode de capture de mouvement pour améliorer le rendu de l'iris et de la sclère des acteurs et le réalisme des yeux humains reproduits en images de synthèse
- de nouveaux algorithmes qui accélèrent le rendu réaliste des tissus en image de synthèse
- FaceDirector un logiciel de montage vidéo permettant de modifier l'expression faciale d'un acteur au montage en utilisant plusieurs prises avec des outils traditionnels
- un générateur de dialogue rendant le doublage plus réaliste ou de modifier les propos
- une fonction mathématique de réduction des flous à la frontière des objets et des fonds colorés dans la technique d'incrustation,
- une technique pour recréer numériquement les dents à partir de photos et vidéos
- Makeup Lamps, une technologie permettant de maquiller des acteurs (un clown pour la démonstration) avec des lumières au lieu d'un maquillage par produits cosmétiques
- une solution technologique qui permet de transformer une animation de qualité cinématographique en une animation plus légère compatible avec la réalité virtuelle embarquée ou les jeux vidéo interactifs, sans avoir à produire une nouvelle animation
- Magic Bench un environnement de réalité mixte
- AR Museum, une application de réalité augmentée permettant de colorier des tableaux ou photographies
- Disney Cardinal, un logiciel qui permet de transformer un scénario écrit en film d'animation de prévisualisation
- AR Poser, un logiciel permettant d'ajouter en réalité augmentée des personnages ou un avatar à des selfies
- PoseVR, un outil d'animation pour la réalité virtuelle

### Intelligence artificielle
- une intelligence artificielle associant instantanément un son à une image donnée
- une intelligence artificielle analysant les expressions du visage de spectateurs associée à  l'apprentissage profond pour prévoir la réaction du public

### Robotique
- VertiGo, un robot capable de rouler à la verticale sur un mur
- un robot capable de jouer à la balle avec des personnes et d'interagir s'il rate la balle
- un robot bipède qui marche comme un personnage d'animation
- Stickman, un robot capable de faire des saltos

### Pour l'impression 3D
- Printed Optics, un procédé d'impression 3D transformant tout volume en écran
- un algorithme pour créer des maquettes 3D à partir de centaines d'images 2D haute résolution
- un logiciel de conception d'automates couplé à une imprimante 3D
- une imprimante 3D pour le textile
- une méthode permettant d'ajouter un aspect stylisé aux coiffures des statuettes en 3D
- une technologie d'impression 3D avec des matériaux à l'élasticité variable
- une peau douce imprimée en 3D pour des robots jouets
- un logiciel de compilation pour le tricot 3D
- une méthode avec des billes de métal pour équilibrer des figurines

### Sport et analyse sportive
- une technique d'analyse des schémas de jeu des joueurs de hockey sur gazon
- une technologie graphique de recherche de jeu semblable aux diagrammes dessinés par les entraîneurs